# ODPS
ODPS（オーディーピーエス）はIBMのメインフレーム・コンピューターのVM上で動く統合オフィスシステム・ソフトウェアで、1984年に発表され、電子メールの作成・交換、カレンダー、文書の作成・配布・所蔵・検索・印刷などに広く使われた。

## 概要
ODPSはIBMオフィス支援・文書処理システム（Office & Document Processing System）で、IBMメインフレーム・コンピューターのVMと端末機で動く統合オフィスシステム・ソフトウェアであった。1984年に日本で発表され、後に韓国・台湾でも発表されて、電子メールの作成・交換、カレンダー、文書の作成・配布・所蔵・検索・印刷などに1980年代後半から1990年代に広く使われた。

## 総合機能
このソフトウェア群の成り立ちと主な機能は次の通り。 

### オフィス支援プログラム
オフィス支援プログラム（OFSP=Office Support Program)はもともと英語プログラムのPROFSを2バイト化してその他の機能も付加したもので、電子メールの作成・配布・文書の添付、宛先リスト、スケジュールなどの機能の他に、文書の所蔵管理機能があり、PROFSへの切り替え（1985年に追加）もできた。

### 文書編成プログラム
文書編成プログラム（DCP=Document Composition Program）はもともと英語プログラムのDCPを2バイト化してその他の機能も付加したものでもので、文書の作成・印刷ができ、編集方法はScript方式であった。

### ワークステーション文書編成プログラム
ワークステーション文書編成プログラム（DCP/WS=Document Composition Program/Workstation）はIBM マルチステーション5550、PS/55などのワークステーション（パソコン）側で文書作成ができた。

### ファクシミリ通信プログラム
ファクシミリ通信プログラム（Facsimile Program）は文字通り、ファクシミリの送受信を可能にした。

## 日本・韓国・台湾で
ODPSソフトウェアの開発は日本IBMの川崎事業所にあったIBM東京プログラミング・センター（TPC、後に大和開発研究所へ統合）がIBMダラス・プログラミング・センター（米国テキサス州ウェストレイク）などの協力の下で行なった。1984年に日本語版が発売されて、後に韓国語版、中国語繁体字版（台湾用）も発売され、その翻訳とテストはそれぞれ韓国IBM、台湾IBMで行われた。中国語簡体字版（中国用）は発売されなかった。

## IBM OfficeVision、Lotus Notesへ
ODPSは後に/VMと改称されている。英語用にはVM上ではPROFS、MVS上ではDISOSS 、中型機System/36やAS/400上ではOffice/36やOffice/400などの名称が使われてきたので、IBM Office/Visionへ名称統一が図られたもの。   なお、IBM ODPS/MVS（OfficeVision/MVS）は開発されなかった。また、1990年代後半以降は、Lotus Notesへの移行が勧められてきた。